# جائزة كاميوس
جائزة ألبير كامو الأدبية (بالفرنسية: Prix Albert camus ) هي جائزة أدبية تُمنح تكريمًا للفيلسوف والكاتب الفرنسي-الجزائري ألبير كامو (1913–1960)، الذي يُعتبر من أبرز المفكرين في الفلسفة الوجودية ومؤسس مدرسة العبثية في الأدب والفكر. تهدف الجائزة إلى تقدير وتشجيع الأعمال الأدبية والفكرية التي تعكس القيم والمبادئ التي دافع عنها كامو، مثل الحرية الفردية، المسؤولية الأخلاقية، والتمرد على الظلم.

## تأسيس الجائزة
تأسست الجائزة في بداية الألفية الجديدة، من قبل مؤسسات ثقافية وأدبية فرنسية، وتسعى إلى إبراز تأثير كامو العميق في الأدب والفلسفة الحديثة من خلال دعم الكُتاب الذين يتناولون قضايا الوجود الإنساني والمعاناة والعدالة.

## معايير الجائزة
تُمنح الجائزة لأعمال أدبية تتناول مواضيع تتصل بالحرية، الاغتراب، العبث، والتمرد ضد الاستبداد والظلم. تشمل الأعمال المؤهلة الروايات، المجموعات القصصية، الدراسات الفلسفية، والنصوص التي تعبر عن روح كامو الفكرية.

## أهمية الجائزة
تُعد جائزة ألبير كامو الأدبية واحدة من الجوائز التي تكرم الإرث الثقافي والأدبي لأحد أبرز كتاب القرن العشرين، وتساهم في دعم الحوار الفكري حول موضوعات إنسانية مركزية، كما تشجع على استمرارية البحث في فلسفة الوجود والعبث.

## بعض الفائزين
حصل على الجائزة عبر السنوات عدد من الأدباء والفلاسفة الذين قدموا إسهامات بارزة في الأدب والفكر، مما أكسب الجائزة مكانة مرموقة ضمن الجوائز الأدبية في العالم الناطق بالفرنسية.